# Бирман, Игорь Яковлевич
Игорь Яковлевич Бирман (англ. Igor Birman; 25 июля 1928, Москва — 6 апреля 2011, Роквилл, штат Мэриленд, США) — советско-американский экономист. Автор 14 книг на пяти языках (редактировал также несколько книг и книги в соавторстве) и около 200 статей в журналах и ведущих газетах СССР / России и США (Известия, Литературная газета, Wall Street Journal, Washington Post) и др.

## Краткая биография
Родился в Москве в 1928 году. Закончил Заочный статистический институт (1949), кандидат экономических наук (1960). Начальник планового отдела трех заводов; учился в аспирантуре, работал в научно-исследовательских институтах. Член государственной (ГНТК) комиссии по экономической реформе (комиссия Ваага) (1964). Последняя должность перед эмиграцией — руководитель отдела в научно-исследовательском институте.
В 1974 году эмигрировал в США, где главным образом работал консультантом Пентагона по советской экономике, преподавал в вузах. Опроверг основные оценки ЦРУ советской экономики: величина общественного продукта, сравнительный уровень жизни, доля и размер военных расходов, «прибыльность» государственного бюджета, и т. д. (см. NYT, 13.10.91; Newsweek, 3.03.09). Редактировал (совместно с В. Чалидзе) журнал «Russia». Предсказал, что экономика разрушит советский режим (журнал «Континент», 1981, № 28).
Жена — Альбина Третьякова, экономист, после эмиграции сотрудник Бюро цензов.

### Книги Игоря Бирмана
- Транспортная задача линейного программирования. М.: Экономиздат, 1959
- Оптимальное программирование, М.: Экономика, 1968 / нем. издание: Lineare Optimierung in der Okonomie. Berlin: Verlag Die Wirtschaft, 1971
- Методология оптимального планирования. М.: Мысль, 1971 /чешс. издание: Прага: 1974/
- Secret Incomes of the Soviet State Budget. The Hague ; Boston : Martinus Nijhoff, 1981. ISBN 90-247-2550-X; 0908094086; 0908094000 (Библиография: стр.270-272)
- Экономика недостач. Архивная копия от 28 января 2020 на Wayback Machine — Нью-Йорк: Чалидзе, 1983. — 472 с.
- Строить заново. Benson, Vermont : Chalidze Publ., 1988 (рус.)
- Personal Consumption in the USSR and USA. N.Y. : St. Martin Press, 1989. ISBN 0-312-02392-8 (Библиография: стр.191-251)
- Productivity of the Soviet Economy Before Perestroika. Dump Eurospan, 1991. ISBN 0-8447-3745-3
- Величина советских военных расходов: методический аспект. Стокгольм: : Inst., 1991
- Реформа экономики абсурда: к собственной собственности. М.: Пик, 1991
- Я — экономист (о себе любимом). Новосибирск: Экор, 1996 (2-е издание — М.: Время, 2001). ISBN 5-94117-018-1
  - Уровень жизни: проблемы измерения Архивная копия от 27 октября 2020 на Wayback Machine // Экономическая наука современной России. 2000. № 2. (статья — фрагмент 2-го издания книги)
- Уровень русской жизни (а также американской): вопросы-материалы-сравнения-некоторые ответы. М.: Научный мир, 2004, ISBN 5-89176-277-3. 2-е изд. — М.: Экономика, 2007 (Библиография: стр.523-541)
- Капиталистический манифест — М.: Когито-центр, 2010 (Библиография: стр.90-95)

### Книги в соавторстве
- Применение математики и электронной техники в планировании. М.: Изд-во экономической литературы, 1961
- Методические указания по определению оптимальных схем перевозок, снабжения и размещения предприятий с помощью линейного программирования. М.: Экономика, 1964
- Notes on input-output analysis in the USSR. (в соавт. с Альбиной Третьяковой). Durham, N. C.: 1975
- Статистика уровня жизни населения России (вместе с Л. Пияшевой). М: 1997

Научный редактор нескольких книг, в частности:
- Математические методы и проблемы размещения производства. М.: Экономика, 1963
- Оптимальный план отрасли. М.: Экономика, 1970

### Избранные статьи
- Экономическая ситуация в СССР. // журнал «Континент», 1981, № 28 Архивная копия от 2 апреля 2015 на Wayback Machine
- Почему они нас не слушают. // журнал «Континент», 1983, № 35 Архивная копия от 2 апреля 2015 на Wayback Machine
- The imbalance of the Soviet economy. — In: Soviet Studies, vol. 40, 1988, 2, p. 210—221. ISSN 0038-5859
- Le problème de l'évaluation de l’effort militaire soviétique: 1988—1990. — In: Revue d'études comparatives est-ouest. 1991, 4, p. 5-20. Paris : CNRS, ISSN 0338-0599
- Gloomy Prospects for the Russian Economy. — In: Europe-Asia Studies, 48, no. 5, 1996 ISSN 0966-8136
- Назад в социалистическую экономику? // Экономика и математические методы. 1998, № 3. С. 157—164. ISSN 0424-7388
- Аномальное полузнайство. // Свободная мысль. 1997 сентябрь
- Письмо в редакцию (по поводу статьи Тремля и Кудрова). // Вопросы статистики. 1998, № 4.
- Уровень русской жизни (недопроизнесенный доклад). // Nota Bene, Иерусалим: 2006, № 13.
- Избыточность — норма нормальной экономики. // Экономическая наука современной России. 2007. № 4.
- «Про евреев (включая евреек)» Архивная копия от 12 октября 2011 на Wayback Machine. «Заметки по еврейской истории» Номер 12 (135). Декабрь 2010 года